# 탐페레 전투
탐페레 전투(핀란드어: Tampereen taistelu 탐페렌 타이스텔루[*])는 핀란드 내전의 전투 중 하나이다. 적핀란드 측이 점거한 주요 도시 중 하나인 탐페레를 백핀란드 측이 공성하여 공략하는 데 성공, 10,000 여명 이상의 적위대원들을 포로로 잡았다. 탐페레 전투는 1918년 당시까지 핀란드 역사상 가장 유혈낭자한 군사분쟁이었다.
탐페레 전투는 최초의 조직화된 근대적 대규모 시가전이었다. 그전까지의 시가전들은 규모가 작거나(제1차 메센 전투), 근대적 무기가 사용되지 않거나(몬테레이 전투), 조직화가 제대로 되어 있지 않았다(부활절 봉기).